# Річкові канонерські човни типу «Акре»

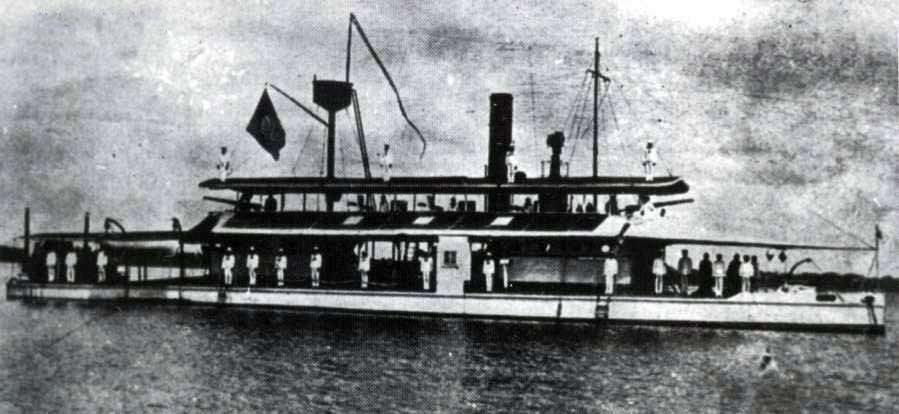
Один з кораблів типу «Акре», «Амапа»

Кораблі типу «Акре» — чотири річкові канонерські човни, побудовані для ВМС Бразилії на верфі Yarrow Shipbuilders для служби у складі флотилії Амазонки.

## Тактико-технічні характеристики
Їхня повна водотоннажність становила 200 тонн, мали осадку всього 0,6 метра. Були озброєні 87 мм гаубицею, 57 гарматою та 4 кулеметами Максима. Паровий двигун забезпечував максимальну швидкість 11 вузлів, міг працювати як на вугіллі, так і на дереві.

## Історія служби
Всі чотири канонерки були спущені на воду 1904, а введені до складу флоту 1906 року. Лише після 10 років служби, у 1917 були виключені зі складу флоту Amapá та Juruá, у 1921 — Acre. Лише Missões прослужив до 1933 року.

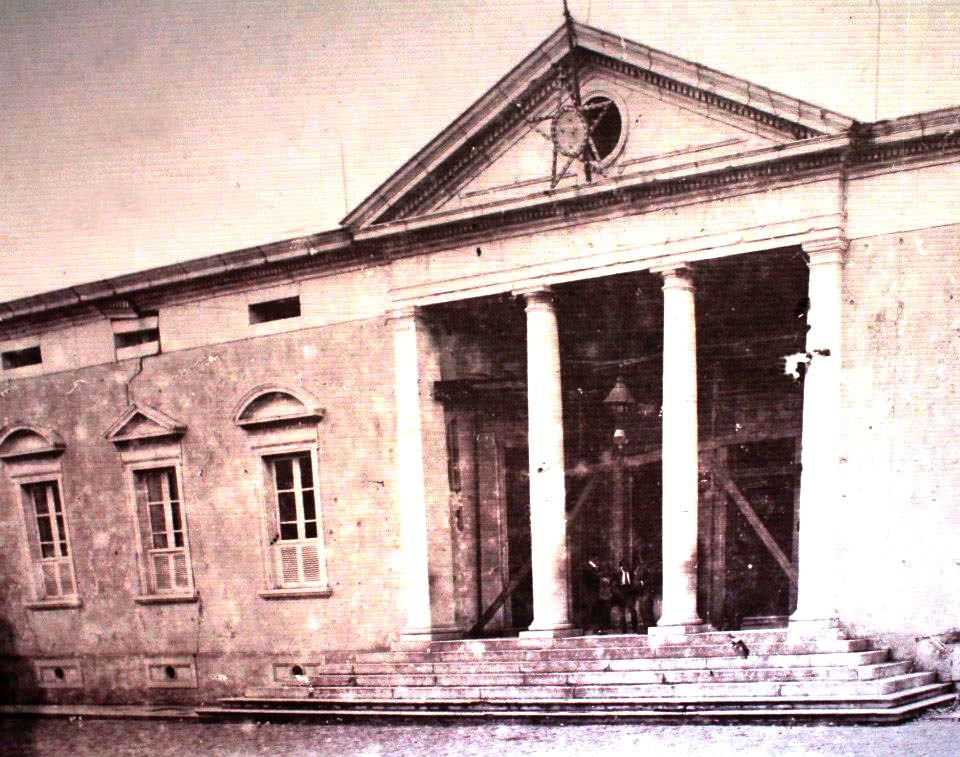
Палац губернатора штату в Манаосі після обстрілу 1910 року.

Єдиною помітною подією за історію служби кораблів стала їх участь у придушенні спроби заколоту у місті Манаус у 1910 році. Подія відома як «бомбардування Манаоса».